# Jakub Holúbek
Jakub Holúbek (Trenčín, 12 de enero de 1991) es un futbolista eslovaco que juega en la demarcación de lateral izquierdo para el AS Trenčín de la Superliga de Eslovaquia.

## Selección nacional
Tras jugar con la selección de fútbol sub-21 de Eslovaquia, finalmente hizo su debut con la selección absoluta el 8 de octubre de 2016 en un partido de clasificación para la Copa Mundial de Fútbol de 2018 contra Eslovenia que finalizó con un resultado de 1-0 a favor del combinado esloveno tras el gol de Rok Kronaveter.

## Clubes
| Club          | País       | Año       | Partidos | Goles |
| ------------- | ---------- | --------- | -------- | ----- |
| AS Trenčín    | Eslovaquia | 2010-2016 | 170      | 22    |
| MŠK Žilina    | Eslovaquia | 2016-2019 | 75       | 10    |
| Piast Gliwice | Polonia    | 2019-2024 | 102      | 2     |
| AS Trenčín    | Eslovaquia | 2024-     | 30       | 2     |

## Palmarés

### Campeonatos nacionales
| Título                  | Club       | País       | Año     |
| ----------------------- | ---------- | ---------- | ------- |
| Superliga de Eslovaquia | AS Trenčín | Eslovaquia | 2014-15 |
| Copa de Eslovaquia      | AS Trenčín | Eslovaquia | 2015    |
| Superliga de Eslovaquia | AS Trenčín | Eslovaquia | 2015-16 |
| Copa de Eslovaquia      | AS Trenčín | Eslovaquia | 2016    |
| Superliga de Eslovaquia | MŠK Žilina | Eslovaquia | 2016-17 |